# Balanced Rock

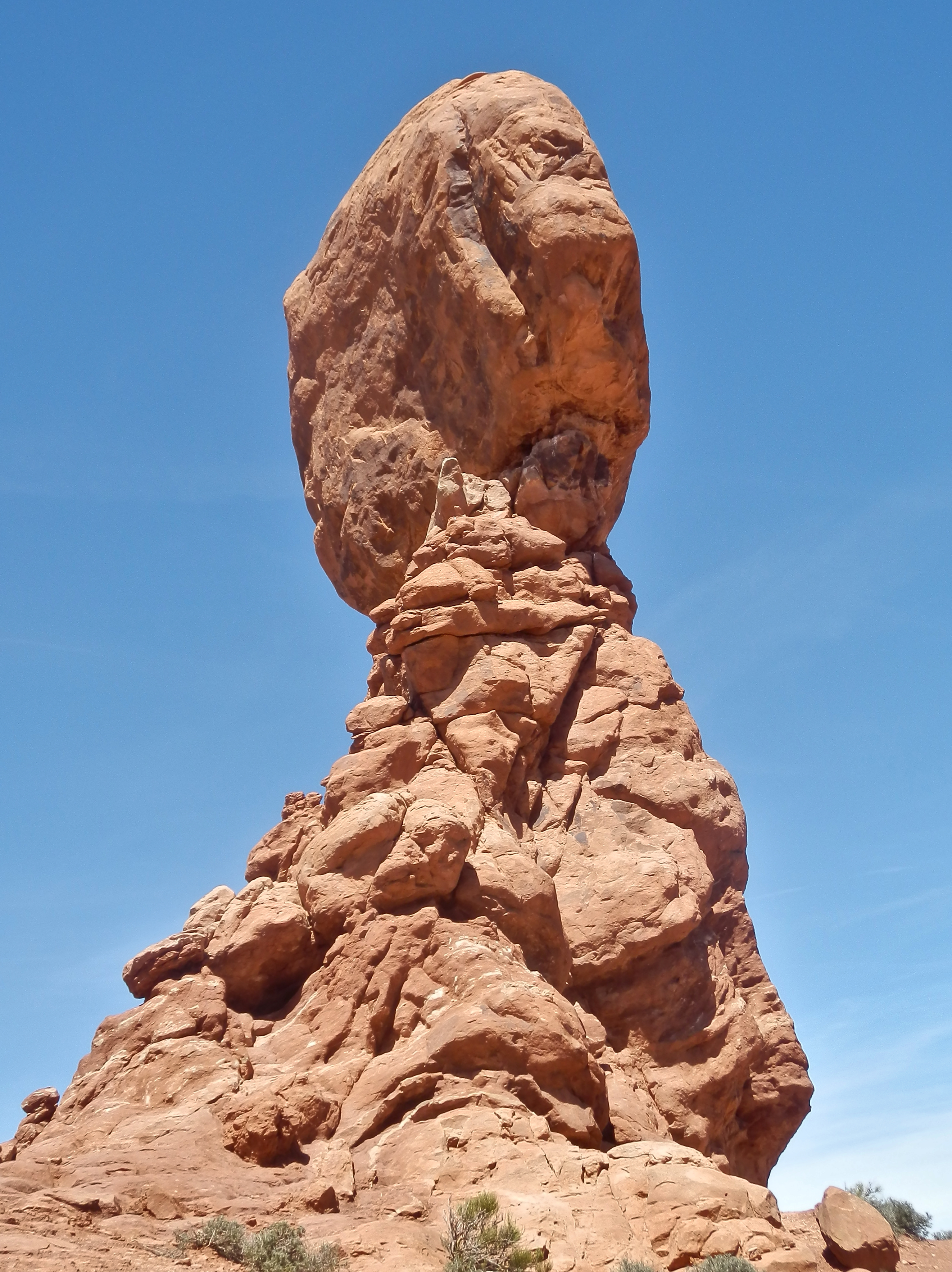
Balanced Rock

Balanced Rock – ostaniec w Parku Narodowym Arches, w amerykańskim stanie Utah. Dookoła formacji skalnej wytyczono łatwy szlak turystyczny o łącznej długości ok. 500 metrów. Jego pokonanie zajmuje przeciętnie 15-30 minut. Ze względu na swoją dostępność Balanced Rock jest jedną z najczęściej odwiedzanych atrakcji Parku Narodowego Arches.
Całkowita wysokość tej formacji skalnej to 39 metrów, sama przewieszona skała na ma wysokość 16,75m – rozmiar odpowiadający sporemu domowi lub trzem autobusom szkolnym.
Do zimy 1975/76 obok Balanced Rock znajdowała się podobna, choć znacznie mniejsza, formacja skalna o nazwie „Chip Off The Old Block”.